# Mum (leona marina)
Mum («Mamá») fue una leona marina de Nueva Zelanda que en 1992 en Otago se convirtió en la primera leona marina en dar a luz en Nueva Zelanda continental en más de 100 años. Todos los leones marinos de Otago descienden de mamá. Después de tener 11 cachorros, desapareció en 2010, a los 24 años. No se sabe cuándo ni cómo murió.

## Biografía
Mamá nació en las islas Auckland en la década de 1980, fue etiquetada en 1986 y luego apareció en Dunedin en 1992. Esto desconcertó a los investigadores, ya que las hembras de leones marinos de Nueva Zelanda van al lugar donde nacieron para dar a luz. Allí dio a luz el 1 de enero de 1993 en Taieri Mouth, convirtiéndola en el primer león marino en dar a luz en el continente en más de 100 años, restableciendo la especie en el continente. Antes de Mum, los leones marinos eran expulsados del continente debido a los asentamientos humanos y, en cambio, parían en las islas subantárticas.
En enero de 2007, Mum dio a luz a un cachorro. Cinco días después, Mum abandonó la costa hacia el mar, dejando al cachorro solo. El cachorro fue encontrado en coma en St Kilda Beach, lo que llevó al Departamento de Conservación a intentar salvarlo utilizando una madre sustituta llamada Lorelie. Más tarde pasó tres días en el mar, lo que fue demasiado tiempo para que el cachorro estuviera sin comida, por lo que fue sacrificado. Fue enterrado en Taieri Mouth. Cuando Mum regresó, parecía delgada y tenía una catarata en el ojo derecho.
Después de tener 11 cachorros, Mum desapareció en 2010, a los 24 años. La esperanza de vida promedio de los leones de mar de Nueva Zelanda justamente es de aproximadamente 24 años, pero no se sabe cuándo ni cómo murió.

## Legado
Todos los leones marinos de Nueva Zelanda en Otago son descendientes de Mum. En julio de 2015, veinte años después de que Mum diera a luz en el continente, se inauguró una estatua de tamaño natural de Mum en la explanada del suburbio de St Clair en Dunedin. Diseñado por Bryn Jones, fue fabricado con fibra de vidrio y poliuretano, por 11 000 dólares. En el 30.º aniversario del parto de Mum, una mujer embarazada caminó 30 kilómetros (18,6 mi) para recaudar dinero para The Sealion Trust.